# Лалонд Гордон
Лалонд Гордон  (англ. Lalonde Gordon, 25 листопада 1988) — тринідадський легкоатлет, олімпійський медаліст.

## Виступи на Олімпіадах
| Олімпіада   | Дисципліна              | Місце |
| ----------- | ----------------------- | ----- |
| Лондон 2012 | біг на 400 метрів       | 3     |
| Лондон 2012 | естафета 4 x 400 метрів | 3     |

## Зовнішні посилання
- Досьє на sport.references.com [Архівовано 8 вересня 2015 у Wayback Machine.]